# アレクサンドラ (第2代ファイフ公爵)
第2代ファイフ公爵アレクサンドラ王女（Princess Alexandra, 2nd Duchess of Fife RRC GCStJ, 英語全名：Alexandra Victoria Alberta Edwina Louise; née Duff, 1891年5月17日 - 1959年2月26日）は、連合王国貴族である第2代ファイフ公爵。
イギリス王室の一員であり、妹のモードとともに、イギリス君主の女系の孫でありながら例外的に「王女」（Princess of Great Britain and Ireland）の地位と「殿下」（Her Highness）の敬称を許された。

## 生涯

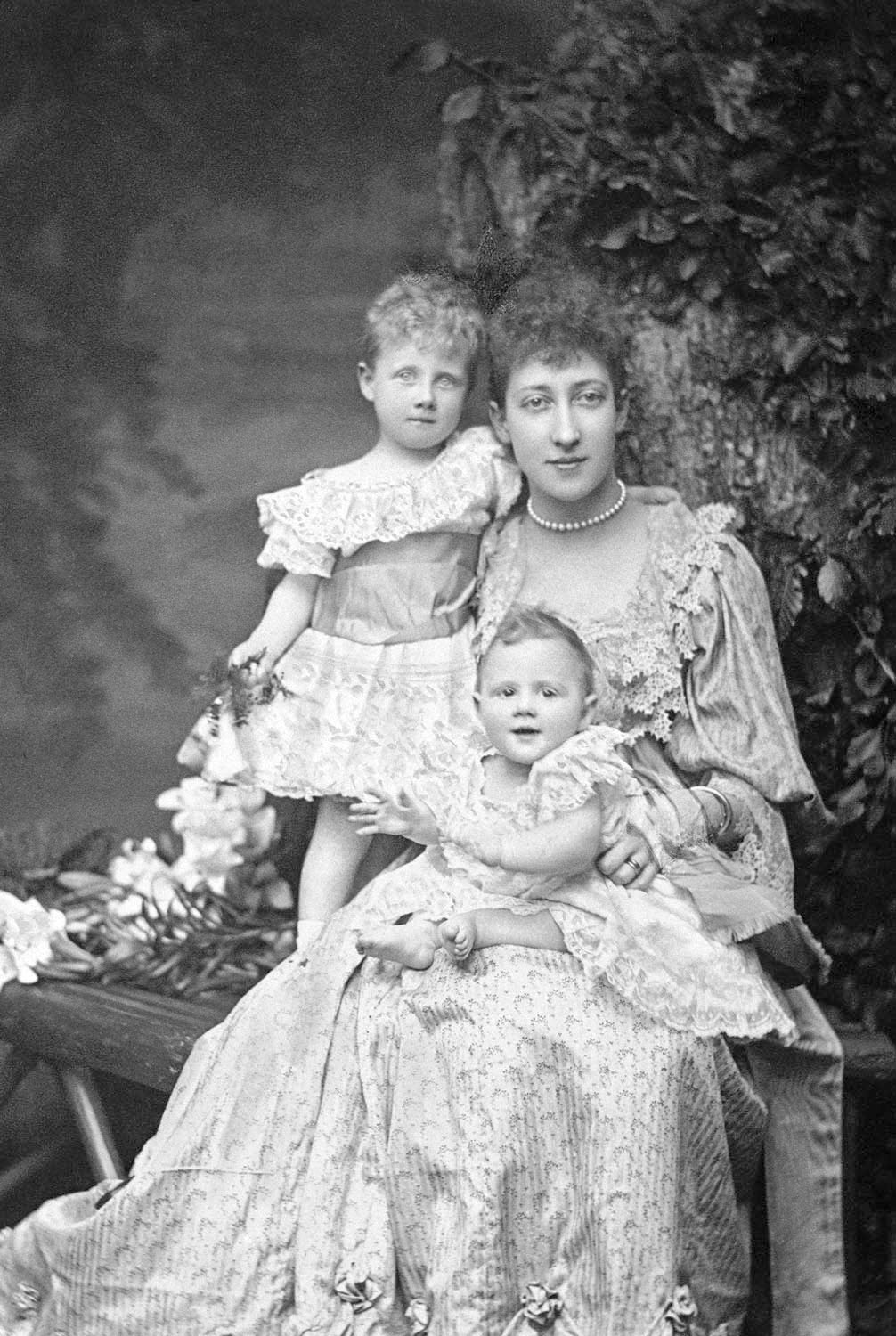
1894年頃、母ルイーズとアレクサンドラ、モード姉妹

初代ファイフ公爵アレグザンダー・ダフとその妻であるイギリス王女ルイーズの第2子として、ロンドンで誕生した。女王ヴィクトリアの曾孫であり、エドワード7世の女系の外孫にあたったが、出生時は貴族として「令嬢」（レディ、Lady）の敬称で呼ばれるのみであった。曾祖母ヴィクトリアはアレグザンダーに授爵するにあたり、ファイフ公爵位は男子相続が不可能であれば女子相続が可能であると決めていた。ファイフ公爵家は1890年に死去した長男アラステア以外には男子に恵まれなかったため、アレクサンドラが公爵の推定相続人となった。
1905年、エドワード7世は公爵夫人ルイーズをプリンセス・ロイヤルとし、さらにアレクサンドラとモードの姉妹をイギリス王女とした。1911年12月、旅先のモロッコ沿岸で家族で乗船した船が難破し、父アレグザンダーはそのときの感染症から肋膜炎を発症、翌月アスワンで客死した。そのため、アレクサンドラが公爵位を継承した。アレクサンドラは、母の従弟にあたるギリシャ王子クリストフォロスと恋仲となったが、結婚に至らなかった。

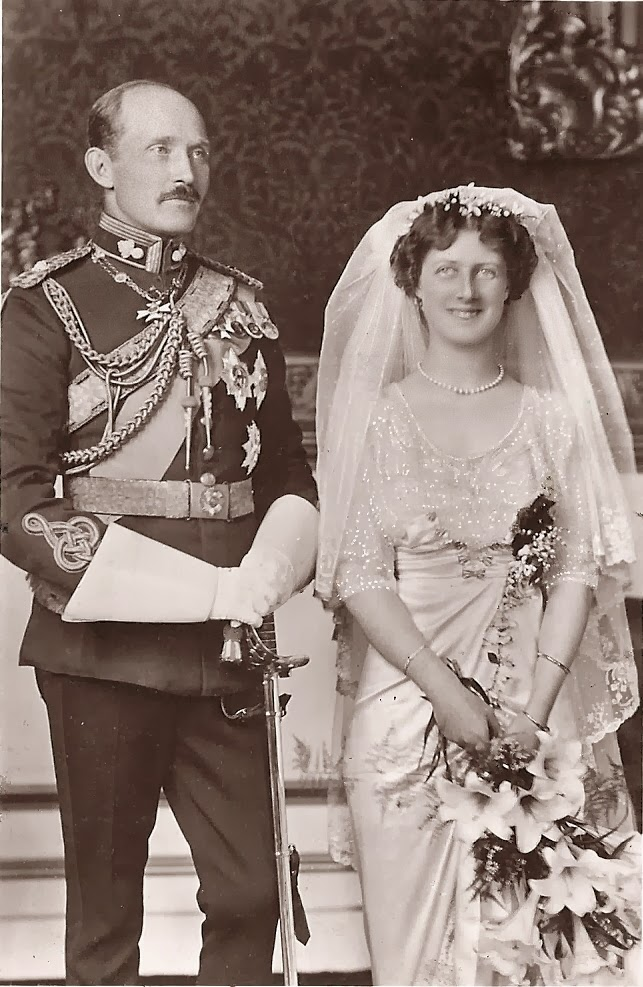
1913年、アーサー王子との結婚式にて。
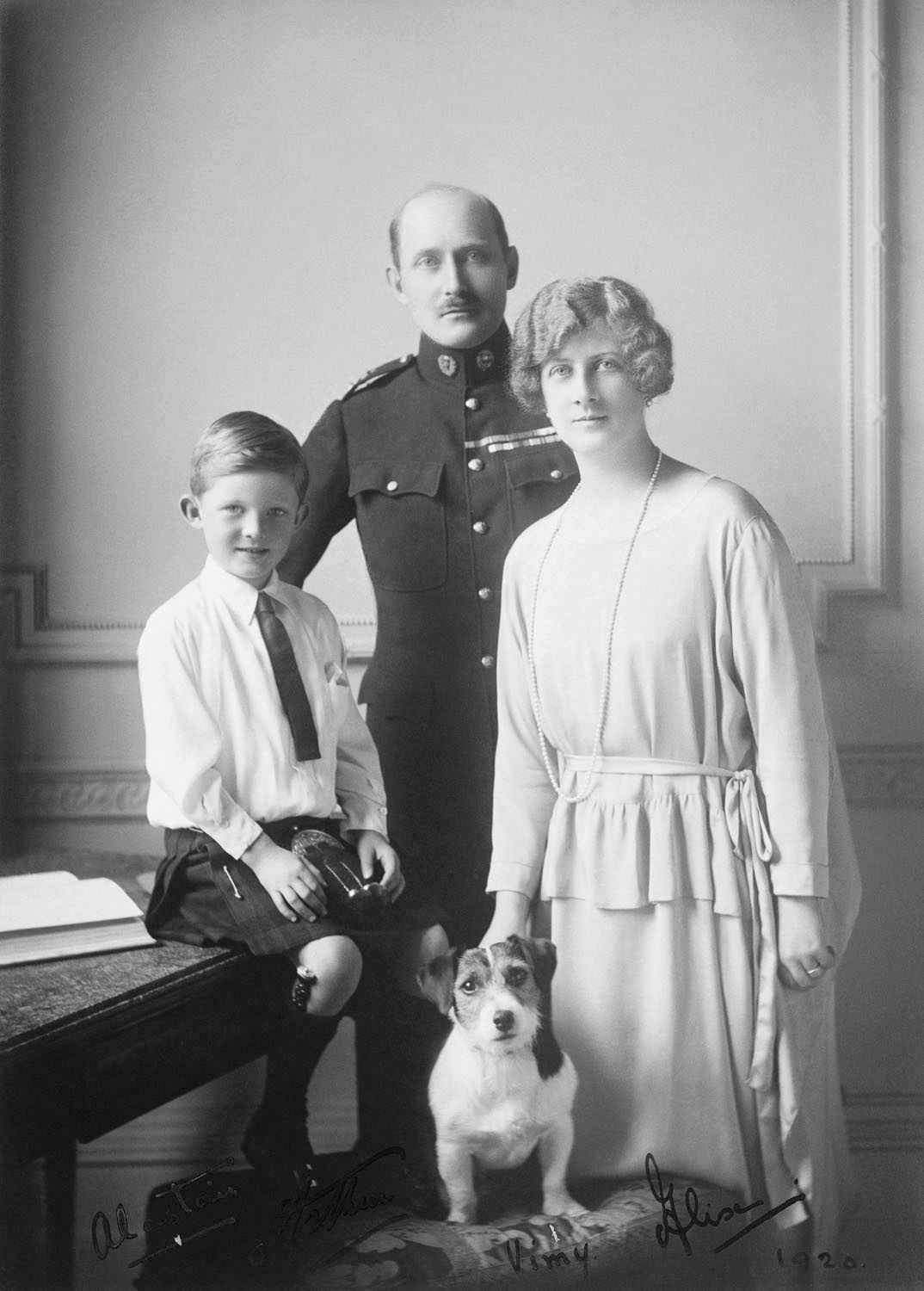
1920年、アレクサンドラ夫妻と長男アラステアの一家

1913年10月、母の従弟にあたるアーサー・オブ・コノートとセント・ジェームズ宮殿で結婚した。アーサーはコノート公アーサーの長男だった。結婚後、伝統にならい夫の称号が優先され、「アーサー・オブ・コノート王子妃ファイフ公爵アレクサンドラ王女殿下」（HRH Princess Alexandra, Princess Arthur of Connaught, Duchess of Fife）と名乗った。アーサー王子は公爵襲爵前に胃癌で死去し、アーサーとアレクサンドラの一子第2代コノート公アラステアは独身のまま1943年に急死した。これによりコノート公爵家は断絶した。1959年にアレクサンドラが死ぬと、ファイフ公爵は妹モードの子ジェームズ・カーネギーが襲爵した。

## 子女
- アラステア（1914年 - 1943年） - コノート＝ストラサーン公爵